# Greifenwerder

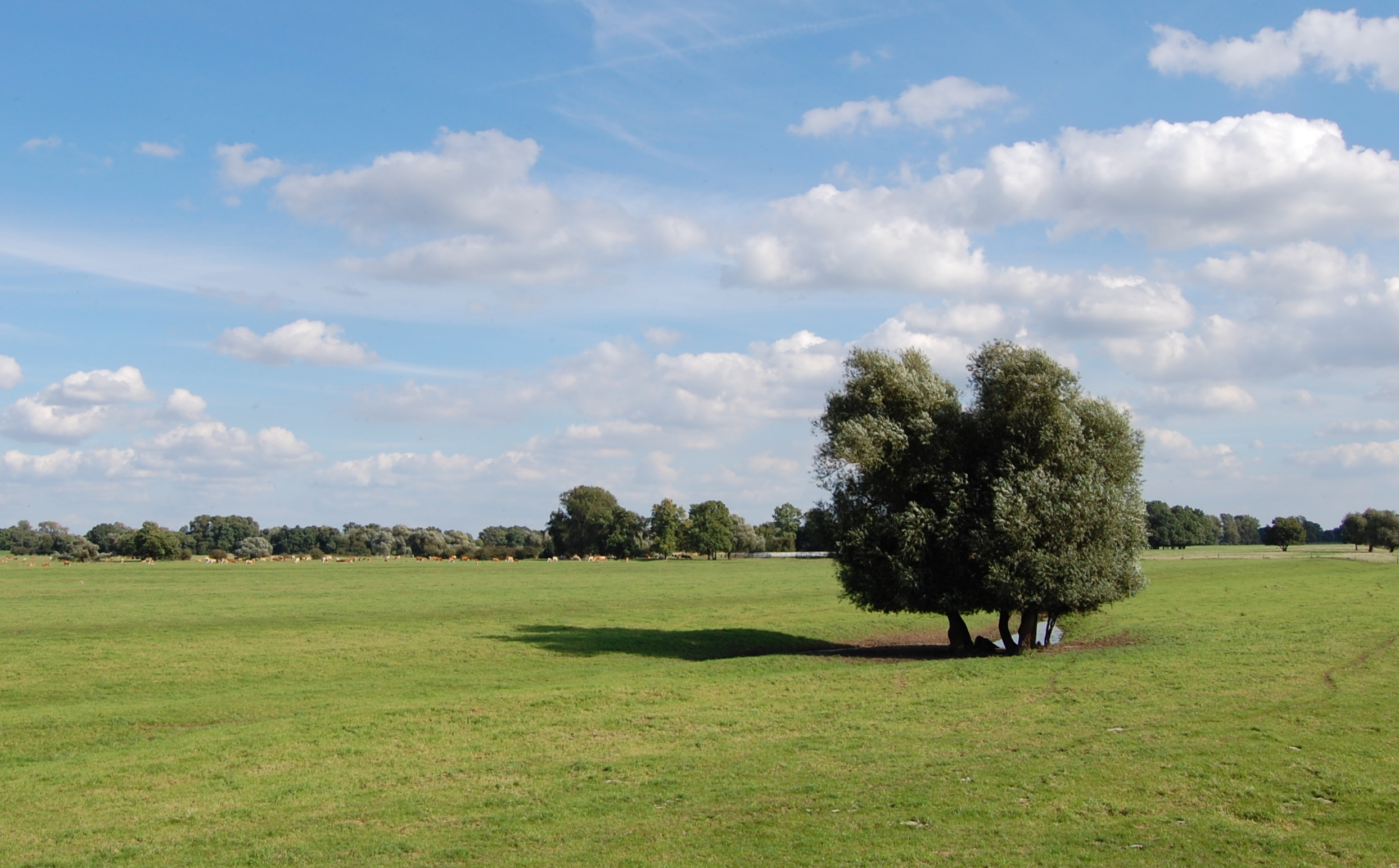
Blick über den Greifenwerder in Richtung Osten

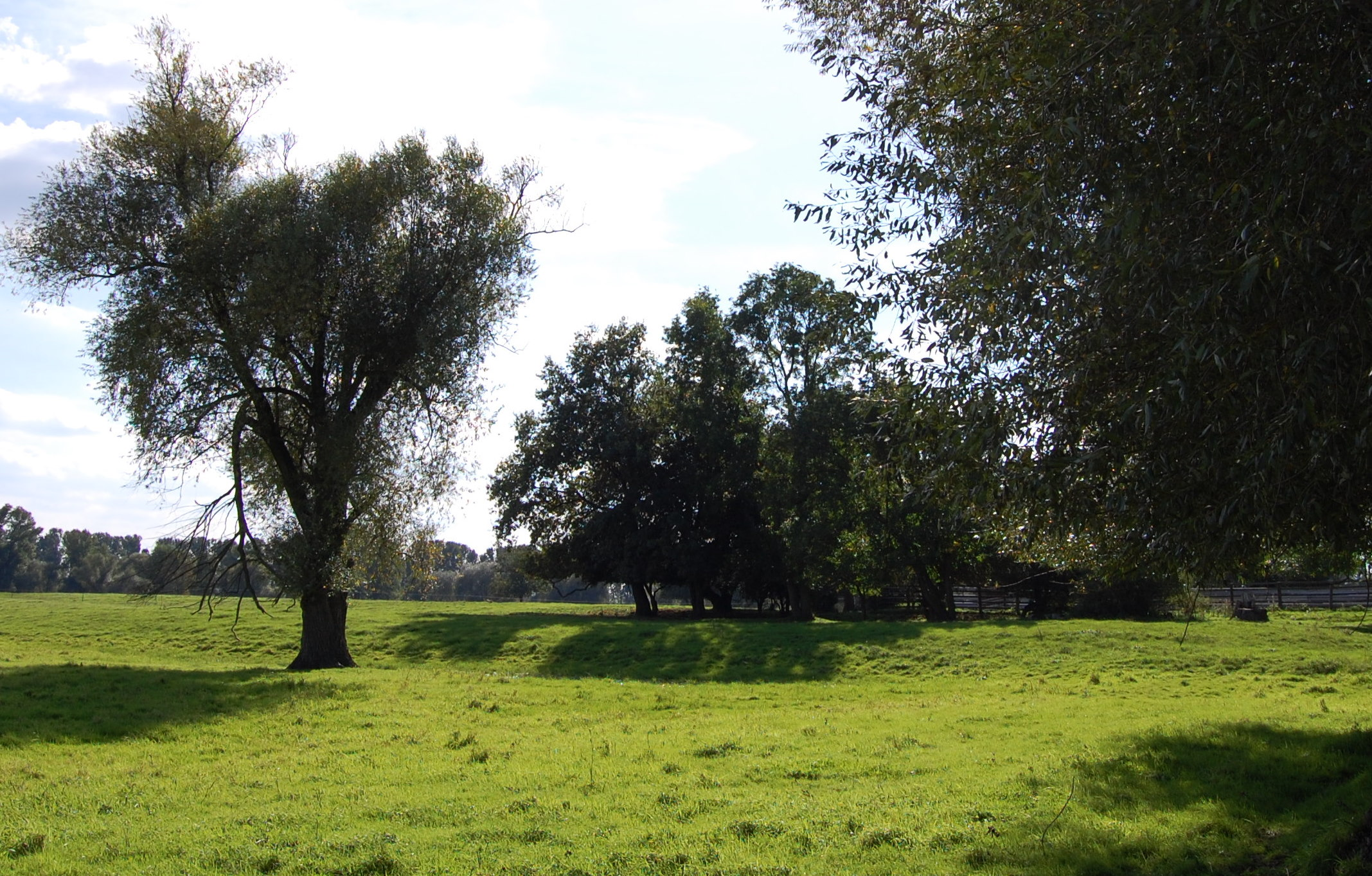
Vermutliches Gelände des ehemaligen Wiesenwärterhauses, Blick in Richtung Westen, Aufnahme 2010

Der Greifenwerder ist ein Landstrich am rechten Ufer der Elbe. In der Vergangenheit bestand hier ein gleichnamiges Vorwerk.

## Lage
Das Gebiet des Greifenwerders gehört heute zum Magdeburger Stadtteil Randau-Calenberge. Es liegt südlich des Kapitelwerders etwas nördlich der linksseitigen Einmündung des Pfingstwiesengrabens in die Elbe. Der Greifenwerder ist durch große Wiesenflächen geprägt und umfasst das kleine Gewässer Fuchsbusch. Vereinzelt kommen Bäume und kleine Baumgruppen vor. Da der Bereich nicht eingedeicht ist, wird das Gelände bei Hochwasser der Elbe überflutet.

## Geschichte
Während die nördlich gelegenen Gebiete von Kapitelwerder, Holzwerder und Kreuzhorst sich im kirchlichen Besitz befanden, bestand im Greifenwerder Privatbesitz. 1690 baute der Halberstädter Domherr von Esebeck in dem schon damals von großen Wiesen geprägten Greifenwerder ein Vorwerk, darunter auch auf einer kleinen Anhöhe das Wiesenwärterhaus. Aufgrund der ständigen Hochwassergefahr wurde das Vorwerk später wieder aufgegeben, das Haus des Wiesenwärters blieb jedoch erhalten. Es war von hohen Pappeln umgeben, auf die sich bei Hochwasser die Bewohner des Hauses in letzter Not gerettet haben sollen.
Am 5. Februar 1740 erwarb Leopold II. Maximilian von Anhalt-Dessau für 3550 Thaler von den Esebecks den Greifenwerder für das Dekanat des Domkapitel Magdeburgs. Das Geld stammte aus dem im Jahr zuvor erfolgten Verkauf des Holzes des Praepositurwerders, gemeint ist damit wohl der etwas weiter nördlich gelegene Holzwerder.
Noch bis in das 20. Jahrhundert hinein war der Greifenwerder ein Gutsbezirk und somit nicht Bestandteil einer Gemeinde. Teile des Bereichs unterstanden jedoch nicht dem Gutsbereich, sondern gehörten zu Westerhüsen. Am 17. Oktober 1928 wurde der Gutsbezirk Greifenwerder mit der Landgemeinde Randau vereinigt. Zuletzt wurde das Haus von Pappel-Hahne bewohnt. Am 21. Januar 1944 wurde das abgelegene Gebäude im Zweiten Weltkrieg durch Bomben zerstört und nicht wieder aufgebaut. Die Pappeln wurden gefällt. An das Haus erinnerte länger noch ein erhalten gebliebener Brunnen. Heute befindet sich in dem vermuteten Bereich des Wiesenwärterhauses ein Viehgatter.
Die Benennung einer Straße in Randau als Greifenwerder geht auf den Greifenwerder zurück. In der lokalen Sagenwelt ist die Sage von Wiesenwärters Marie bekannt, wonach, nach dem tragischen Ertrinken ihres Geliebten, der sich Nachts vom Wiesenwärterhaus zum Forsthaus Kuhlenhagen begeben wollte, Marie den Verstand verloren habe. Danach soll sie noch heute im Greifenwerder und weiter nördlich im Bereich der Fähre Westerhüsen spuken.